# 谷俊彦 (作家)
谷 俊彦（たに としひこ）は名古屋市出身の作家、無機材料研究者。東京大学大学院修士課程修了（金属工学）、イリノイ大学大学院修士（セラミック科学）および博士課程（材料科学）修了。
1984年毎日21世紀賞優秀論文賞、1986年小説新潮新人賞、1993年「2001年への提言」最優秀論文賞、2004年日本セラミックス協会学術賞、を受賞。
小説新潮新人賞受賞作「木村家の人びと」は、1988年に「木村家の人びと」として映画化された。また、小説「東京都（ひがしきょうと）大学の人びと」は、1996年に「That's カンニング! 史上最大の作戦?」として映画化された。この他、小説「駱駝市役所の人びと」は、1995年に「世にも奇妙なミステリー１　駱駝市役所の人びと　夜の女子トイレ殺人事件」としてテレビドラマ化された。

## エピソード
1999年から2002年にかけて、ティー・アイ・シィー社刊「MATERIALS INTEGRATION」に、「エレクトロニック・ショート・ショート・カタログ」と題して、ショートショートSFを3年間36回連載した。このうち、35回分に新作5話を加え、単行本「エレクトロニック・ショート・ショート・カタログ」として刊行した。
2000年から2001年にかけて、日本ファインセラミックス協会の技術情報誌「FCレポート」に、「FC (Foreign Culture) Report」と題して、イリノイ大学留学中のエピソードを12回連載した。

## 作品
- 『木村家の人びと』（新潮社、1995年）　『東京都大学の人びと』（新潮文庫、1996年）と改題し、再刊。中国語（繁体字）訳は、『搶錢家族』（実学社出版、1996年）
- 『エレクトロニック・ショート・ショート・カタログ』（ティー・アイ・シィー、2003年）

## 関連作品

### 映画
- 木村家の人びと（1988年、監督：滝田洋二郎）
- That's カンニング! 史上最大の作戦?（1996年、監督：菅原浩志、原作「東京都大学の人びと」）

### テレビドラマ
- 世にも奇妙なミステリー１　駱駝市役所の人びと　夜の女子トイレ殺人事件（1995年 共同テレビジョン、フジテレビジョン 、主演：賀来千香子、小堺一機、原作「駱駝市役所の人びと」）